# 苗禮士
苗禮士是港龍航空創辦人及首任行政總裁。曾任甘泉香港航空首席行政總裁。
他曾多次代表甘泉香港航空就業務事項作出發言。另外，他亦在甘泉航空結業事件中擔當了相當重要的角色。

## 外部連結
- 甘泉香港航空網站 苗禮士 簡歷 （页面存档备份，存于）